# سيمون دنيس (مجدف)
سيمون دنيس (بالإنجليزية: Simon John Dennis)‏ هو مجدف بريطاني، ولد في 24 أغسطس 1976 في هنلي أون تيمز في المملكة المتحدة.

## وصلات خارجية
- سيمون دنيس على موقع الاتحاد الدولي للتجديف (الإنجليزية)
- سيمون دنيس على موقع اللجنة الأولمبية الدولية (الإنجليزية)
- سيمون دنيس على موقع أوليمبيديا (الإنجليزية)